# Lokální okruh
Lokální okruh je pojem z teorie okruhů, tedy obecněji z abstraktní algebry, kterým se označuje takový okruh, který má jediný levý maximální ideál a jediný pravý maximální ideál (respektive jediný oboustranný ideál v případě komutativních okruhů).

## Příklady
- Každé těleso je lokálním okruhem (roli maximálního ideálu hraje {\displaystyle \{0\}})
- Okruh zbytkových tříd {\displaystyle \mathbb {Z} /p^{k}\mathbb {Z} } (kde {\displaystyle p} je prvočíslo a {\displaystyle k} je celé číslo).

### Příklady nelokálních okruhů
- Okruh celých čísel není lokální, například hlavní ideály generované čísly 2 a 3 jsou oba maximální.
- Okruh zbytkových tříd {\displaystyle \mathbb {Z} /n\mathbb {Z} }, kde {\displaystyle n} je složené číslo.